# Palper-rouler
 (janvier 2014).
Améliorez-le ou discutez des points à vérifier. 
Le palper-rouler, ou massage suédois, est une technique de massage proposée dans la prise en charge de la cellulite. C’est une technique de mécanothérapie ou mécanobiologie (basée sur le principe de mécano-transduction) qui consiste à pincer un pli de peau et à le faire rouler du bas vers le haut. Ce massage peut se pratiquer manuellement ou de façon mécanique avec une plus grande régularité. Le palper rouler mécanique, ou endermologie, initié par Louis-Paul Guitay en 1986, s’effectue à l’aide d’appareils qui soulèvent l’épiderme et les tissus profonds. 

## Évaluation des bienfaits
Cette technique de massage permet de tonifier la peau (atténuation de l’aspect "peau d’orange"), de supprimer durablement la cellulite, et contribue à améliorer la circulation lymphatique et sanguine (suppression de l’effet « jambes lourdes »). Boire beaucoup à la suite de ces massages aiderait à l'élimination des toxines
Le palper-rouler est une technique diagnostique permettant de dépister les cellulagies généralement consécutives aux atteintes vertébrales.